# Office des affaires francophones
Het 'Office des affaires francophones in de Canadese provincie Ontario is verantwoordelijke voor de voorziening van overheidsdiensten aan Franstaligen in de provincie. Er woont in de provincie een aanzienlijke minderheid van Canadezen met Franse wortels.
Frans is in het gebied een tweede taal als de regio meer dan vijfduizend Franstaligen heeft of als tien procent van de bevolking Franstalig is. In deze provincie zijn er vijfentwintig gebieden te vinden waar Frans een tweede taal is. 
De office speelt een rol in de Franstalige publieke omroep, Franstalige scholen en andere overheidsinstellingen van de provincie Ontario. De huidige minister die verantwoordelijk is voor l'Office des affaires francophones is Caroline Mulroney. 